# Goran Jurić
Pour les articles homonymes, voir Jurić.
Goran Jurić (né le 5 février 1963 à Mostar en Yougoslavie, aujourd'hui en Bosnie-Herzégovine) est un footballeur international croate.
Durant sa carrière, il a évolué en Bosnie pour le Velez Mostar, en Serbie à l'Étoile rouge de Belgrade, en Espagne au Celta de Vigo, en Croatie au Croatia Zagreb et au NK Zagreb, ainsi qu'au Japon chez les Yokohama F·Marinos. 
Il a joué 4 matchs avec l'équipe de Yougoslavie de football en 1988, et 16 pour l'équipe de Croatie. Il fut dans l'effectif croate de la coupe du monde 1998, où les Croates finirent 3e.